# Zabukovje (gmina Vojnik)
Zabukovje – wieś w Słowenii, w gminie Vojnik. W 2018 roku liczyła 14 mieszkańców.